# Sjeikdom Shaib
Sheikhdom Shaib, was een staat in het Britse protectoraat Aden, in Zuid-Arabië. Het gebied maakt nu deel uit van de Republiek Jemen.

## Geschiedenis
Het Sjeikdom Shaib werd ergens in de 18e eeuw opgericht. Nadat het een Brits protectoraat was geworden, sloot het zich uiteindelijk aan bij de Federatie van Zuid-Arabische Emiraten en bij diens opvolger, de Zuid-Arabische Federatie. De laatste sjeik, Yahya Mohamed Al-Kholaqi Al-Saqladi, werd in 1967 verbannen na de oprichting van de Democratische Volksrepubliek Jemen (Zuid-Jemen). Hij stierf in de kuststad Jeddah, in het westen van Saoedi-Arabië in juli 2001.